# Thủy điện Nậm Xây Luông
Thủy điện Nậm Xây Luông là nhóm thủy điện xây dựng trên dòng Nậm Xây Luông  tại vùng đất xã Nậm Xây, huyện Văn Bàn tỉnh Lào Cai, Việt Nam.
Năm 2020 Thủy điện Nậm Xây Luông có 2 bậc hoạt đồng.
1. Thủy điện Nậm Xây Luông có công suất lắp máy 15 MW với 2 tổ máy, khởi công năm 2015, hoàn thành tháng 1/2017 [3].
2. Thủy điện Nậm Xây Luông 3 có công suất lắp máy 12 MW với 2 tổ máy, sản lượng điện hàng năm 41,29 triệu KWh, khởi công năm 2017, hoàn thành năm 2019.

## Nậm Xây Luông
Nậm Xây Luông là dòng suối phụ lưu của dòng sông Minh Lương - ngòi Nhù, một phụ lưu cấp 1 của sông Hồng.
Nậm Xây Luông bắt nguồn từ các suối ở đông nam xã Nậm Xây, thuộc dãy Hoàng Liên Sơn. Nậm Xây Luông chảy theo hướng tây bắc đến xã Minh Lương, Văn Bàn thì đổ vào sông Minh Lương.
Trên Nậm Xây Luông dự kiến xây dựng các thủy điện Nậm Xây Luông 3, 4, 5.